# Negowan
Negowan (bułg. Негован) – wieś w Bułgarii, w obwodzie miejskie sofijskim, w gminie stolicznim. 
Leży nad rzeką Lesnowską, prawym dopływem Iskyru.
Według danych z 15 września 2012 wieś miało 2 075 mieszkańców.

## Zabytki
- Cerkiew św. Mikołaj z Miry